# Rydal (Anglia)
Rydal – wieś w Anglii, w Kumbrii. Leży 51 km na południe od miasta Carlisle i 377 km na północny zachód od Londynu.